# اریک بارنز (بازیکن فوتبال)
اریک بارنز (انگلیسی: Eric Barnes؛ ۲۹ نوامبر ۱۹۳۷ – ۳ ژانویهٔ ۲۰۱۴) یک بازیکن فوتبال اهل انگلستان بود. 